# Andriej Adamowicz
Andriej Wasiljewicz Adamowicz (ros. Андре́й Васи́льевич Адамóвич, ur. 1891, zm. 1948 w obwodzie zachodniokazachstańskim) – radziecki funkcjonariusz służb specjalnych, kapitan bezpieczeństwa państwowego.

## Życiorys
Rosjanin, skończył 3 klasy szkoły wiejskiej, pracował jako robotnik rolny w guberni tomskiej, później robotnik w fabryce. Od września 1913 do października 1917 służył w rosyjskiej armii, od kwietnia 1917 członek SDPRR(b), od października 1917 do marca 1917 członek komitetu rewolucyjnego i zastępca przewodniczącego trybunału komitetu rewolucyjnego, żołnierz Czerwonej Gwardii. Od marca do czerwca 1918 dowódca plutonu Armii Czerwonej Kolei Podolskiej w Proskurowie i Jekaterynosławiu, od czerwca 1918 do kwietnia 1919 dowódca oddziału partyzanckiego w guberni archangielskiej, później dowódca pułku Armii Czerwonej, 1921 dowódca 163 Samodzielnej Brygady Piechoty 14 Armii. Od maja 1921 w organach Czeki, szef Wydziału Specjalnego 45 Dywizji Piechoty w Białej Cerkwi, później szef okręgowego oddziału GPU Ukraińskiej SRR kolejno w Tulczynie, Proskurowie i Hajsynie. Od 8 grudnia 1925 do 16 marca 1927 szef gubernialnego oddziału GPU w Akmolińsku (obecnie Astana), od 18 kwietnia 1927 do 1 marca 1928 szef Syr-darskiego gubernialnego oddziału GPU, później szef uralskiego gubernialnego oddziału GPU, od 13 czerwca 1929 do 11 czerwca 1932 szef Oddziału GPU ASRR Niemców Powołża, od 11 czerwca 1932 do 1 grudnia 1933 szef briańskiego sektora operacyjnego GPU, od 1 grudnia 1933 do 10 lipca 1934 szef aktiubińskiego obwodowego oddziału GPU. Od 15 lipca 1934 do sierpnia 1936 szef Zarządu NKWD obwodu aktiubińskiego, od 25 grudnia 1935 kapitan bezpieczeństwa państwowego, od sierpnia 1936 do lutego 1937 szef Zarządu NKWD obwodu północnokazachstańskiego, od lutego 1937 do czerwca 1938 szef Zarządu NKWD obwodu karagandyjskiego. 7 lutego 1939 zwolniony z organów NKWD, mieszkał w obwodzie zachodniokzachstańskim.

## Odznaczenia
- Order Czerwonej Gwiazdy (19 grudnia 1937)
- Medal jubileuszowy „XX lat Robotniczo-Chłopskiej Armii Czerwonej” (22 lutego 1938)
- Odznaka „Honorowy Funkcjonariusz Czeki/GPU (V)”